# Backstairs at the White House

Backstairs at the White House est une mini-série de 1979 diffusée sur la NBC. Elle est basée sur le livre My Thirty Years Backstairs at the White House de Lillian Rogers Parks. La série est produite par Ed bienvenus Productions.
La mini-série a été nommée pour 11 Emmy Awards lors du 31e Primetime Emmy Awards.

## Synopsis
Les coulisses de la Maison-Blanche à travers les relations entre son personnel et les membres de la famille du président des Etats-Unis.

## Distribution
- William Howard Taft : Victor Buono
- Helen (Nellie) Taft : Julie Harris
- Woodrow Wilson : Robert Vaughn
- Ellen Wilson : Kim Hunter
- Edith Wilson : Claire Bloom
- Warren G. Harding : George Kennedy
- Florence Harding : Celeste Holm
- Calvin Coolidge : Ed Flanders
- Grace Coolidge : Lee Grant
- Herbert Hoover : Larry Gates
- Lou Hoover : Jan Sterling
- Franklin D. Roosevelt : John Anderson
- Eleanor Roosevelt : Eileen Heckart
- Harry S. Truman : Harry Morgan
- Bess Truman : Estelle :sons
- Dwight D. Eisenhower : Andrew Duggan
- Mamie Eisenhower : Barbara Barrie